# Кемеровожитлобуд і ВТТ
Кемеровожитлобуд і ВТТ (КЕМЕРОВОЖИЛСТРОЙ И ИТЛ) - підрозділ, що діяв у структурі виправно-трудових таборів СРСР.
Організований 04.09.46;

закритий 15.09.48 (будуправління передано Мінвуглепрому (рос. МУП) східних р-нів, а табір - з ГУЛЖДС в ГУЛАГ, до складу УВТТК УМВС по Кемеровській обл.)

## Підпорядкування і дислокація
- ГУЛЖДС з 03.09.46.

Дислокація: Кемеровська область, м.Кемерово з 04.09.46.

## Виконувані роботи
- будівництво індивідуальних будинків для Мінвуглепрому, МХП,
- обслуговування підприємств МУП східних р-нів.

## Чисельність з/к
- 01.01.47 — 331,
- 01.12.47 — 5307,
- 01.01.48 — 5109;
- 30.10.48 — 2304